# David Gradis (1742-1811)
Pour les autres membres de la famille, voir Famille Gradis.
Pour les articles homonymes, voir David Gradis.
David Gradis, appelé aussi David II pour le différencier de son grand-oncle, est un armateur, négrier et homme de lettres français, né à Bordeaux le 12 mars 1742, et mort dans la même ville le 6 novembre 1811.

## Biographie
David Gradis est le fruit du mariage entre Benjamin I Gradis (1699-1770), négociant et syndic de la Nation portugaise (la naçao) à Bordeaux, avec sa cousine germaine Hana Esther Gradis (1706-1776). Les mariages consanguins étaient courants dans la communauté juive afin d'éviter la dispersion des capitaux. David Gradis est aussi le neveu et petit-neveu de l'armateur Abraham I Gradis. Enfant, il semble avoir souffert du favoritisme de sa mère pour son frère aîné Jacob et du calme pieux de son père Benjamin.
Il passe plusieurs années à Londres puis à Amsterdam pour parfaire sa formation. Il s'intéresse aux mathématiques et à la philosophie, apprend l'hébreu et les sciences rabbiniques, et envoie un mémoire sur le commerce à un journal de commerce en 1766 pour publication. Il doit renoncer à ses études et commence tout d'abord en tant que commis puis collaborateur chez son oncle, rue des Fossés à Bordeaux, où il est décrit comme étant « intelligent, très actif et laborieux » mais aussi tenace et remuant.
En 1752, il est reçu bourgeois de Bordeaux.
Il se livre parallèlement à la réflexion philosophique et politique où apparaît en creux l'idéal de l'honnête homme chez les négociants, inspiré par Rousseau, publiant des écrits tels que l’Essai de philosophie rationnelle.
Négociant et armateur, il poursuit le service de son père et se fait convoyeur de fonds étrangers, partant de Bordeaux, Rochefort ou Brest aux isles de l'Amérique (Saint-Domingue, Martinique, Guadeloupe, Grenade...) pour le compte du roi Louis XVI, à partir de la fin des années 1770.
D'un esprit « pratique et ferme », il argumente et œuvre pour recouvrer au moins partie des créances de ses oncles Abraham et Moïse à qui gouvernement royal et colons devaient d'importantes sommes, en s'appuyant sur le ministre Sartine et les administrateurs de Saint-Domingue. Ainsi, malgré les réticences familiales en raison du risque financier, il permet l'acquisition, dans les colonies, de trois plantations avec leurs esclaves.
Le 20 décembre 1779, il donne procuration à MM. Raba frères et Cie pour le représenter à Saint-Domingue.
Après les avoir obtenues pour lui-même le 21 août 1779 contre monnaie sonnante, il intercède en faveur de son neveu Jacob et de sa cousine épousée Ester Depas, juive portugaise, tous deux installés à Saint-Domingue, pour qu'ils puissent bénéficier de lettres patentes permettant à Ester d'avoir accès à la succession de son père catholique, précédemment lié en affaires avec la maison Gradis de Bordeaux, avant son décès sur l'île en mars 1782.
À partir de 1781, les établissements Gradis entretiennent des relations commerciales suivies avec ceux de Chaurand, grand négociant nantais. Gradis le fournit en « produits locaux tels le vin et l'eau de vie », et sert de relais pour l'approvisionner en denrées méditerranéennes tels des savons de Marseille expédiés via le canal du Languedoc jusqu'à Bordeaux où Gradis les fait acheminer jusqu'à Nantes.
En 1785, comme il était syndic des Juifs de Bordeaux, Malesherbes le choisit pour présider la commission chargée d’examiner le statut des juifs en France en vue de leur émancipation, avec d'autres coreligionnaires du midi et de l'Est : Furtado, Lopès-Dubec de Bordeaux, Fonseca de Bayonne, Cerf-Beer d'Alsace, Beer-Isaac-Beer de Nancy, Lazard et Trenel de Paris,.
Il prit la direction de la Maison Gradis en 1788 avec ses frères tout en gardant pour lui seul l'administration générale de la société. À la suite de la mort successive de deux de ses frères en 1790 et 1791, puis au départ de son frère Moïse II pour Philadelphie en 1794, il resta le seul à diriger les affaires de Bordeaux jusqu'à son décès, survenu en 1811. « David II Gradis devient chef de famille et en embrasse toutes les responsabilités, qui sont autant d’honneurs rendus à sa propre personne. L’ambition, qui n’avait pu le conduire à l’Académie, le ramène vers la communauté israélite et le fait entrer dans la notabilité bienfaisante de sa ville à travers le conseil municipal et les sociétés de bienfaisance ou de savoir, atteignant son apogée avec le Muséum de Bordeaux ».
En 1789, il fut nommé membre de l'Assemblée des quatre-vingt-dix électeurs, autorité municipale de Bordeaux durant la Révolution, et à ce titre, il fut admis à toutes les assemblées des trois Ordres, et manqua de quelques voix son élection aux États généraux de 1789.
Il fut élu commissaire distributeur de Bordeaux.
En 1806, le maire de Bordeaux propose à David II Gradis de devenir conseiller municipal. La même année, il est nommé tuteur du mineur Benjamin III Gradis.
Il subit d'importantes pertes durant la Révolution, tant dans ses possessions immobilières dans les Colonies que dans les affaires négrières[réf. souhaitée].
Membre du conseil général de la commune de Bordeaux, il fut aussi, sous le règne de Napoléon Ier, conseiller municipal et président du consistoire israélite de la ville. À ce titre, il adressa un discours à Napoléon en 1799.
Impliqué dans les œuvres de bienfaisance comme dans l'importation de denrées coloniales, David Gradis fut aussi administrateur de la Société de charité maternelle de Bordeaux.

## Écrits
- Lettre adressée à M. Grégoire, curé d'Emberménil, député de Nancy, par les députés de la nation juive portugaise, de Bordeaux (avec Abraham Furtado, Lopez Dubec, 1789)
- Proposition d'une pétition à l'Assemblée nationale (1791)
- Courte dissertation sur l'origine du monde, ou Réfutation du système de la création... (1797)
- Réponse a divers contradicteurs sur la coéternelle existence de la matière (1798)
- Discussions philosophiques sur la préexistence de la matière, sur la providence divine, et accessoirement contre l'athéisme (1799)
- Essai de philosophie rationnelle, sur l'origine des choses, et sur leur eternité future : ou, dissertation et discussions philosophiques, sur la coéternité de la matière, et sur la Providence Divine, contre la Création et l'Athéisme (1801,1802)
- Discussions philosophiques sur l'athéisme et sur les preuves de l'existence de Dieu : en réponse a l'auteur de l'introduction a l'analyse des sciences, et faisant suite à l'essai de philosophie rationnelle sur l'origine des choses (1803)
- Notice qui n'intéresse que moi David Gradis (s. d.). Cet écrit « part des origines de sa famille pour s'achever en 1788, lors de la mort de son oncle Moïse I. Le manuscrit de 24 folios, rédigé dans une écriture fine et assurée, a été pendant deux siècles une source de première main sur les Gradis au XVIIIe siècle  »[2].

Cote des œuvres philosophiques de David Gradis : bibliothèque municipale de Bordeaux : B 10723/2.1, D 44414, Dble 7957 et S 4088, S 4024, D 60138 et P.F. 1110/ 1 Rés, corrigées par David Gradis.

## Hommages et critiques

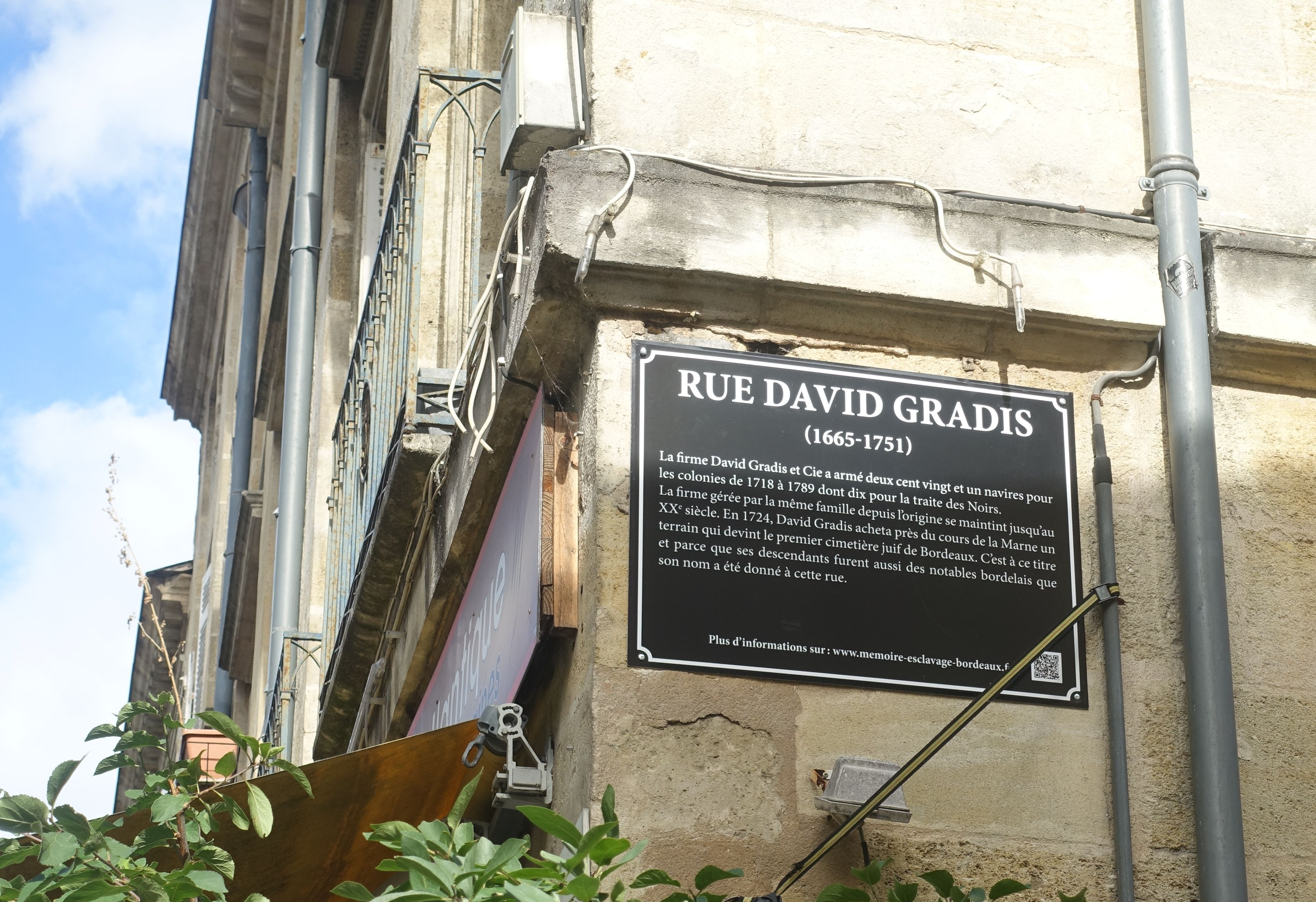
Plaque explicative apposée en 2019.

Une rue de Bordeaux porte le nom de « David Gradis ». En revanche, la ville n'est pas en mesure de préciser si elle est à l'honneur de David Gradis I (1665-1751), impliqué dans la traite négrière bordelaise, ou de son successeur David Gradis II (1742-1811), qui ne fut pas armateur négrier (mais fut propriétaire de plantations avec esclaves),.
En 2019, en réponse à cet hommage controversé, la ville de Bordeaux fait poser une plaque explicative dans la rue Gradis, qui rappelle l'implication de la firme dans la traite négrière.